# Louise Suggs
Louise Suggs fue una golfista de los Estados Unidos, una de las fundadoras del LPGA Tour y en consecuencia del golf moderno para mujeres.

## Carrera amateur
Louise nació en Atlanta, Suggs tuvo una exitosa carrera amateur, comenzando de adolescente, ganó el Torneo Amateur del Estado de Georgia en 1940 a la edad de 16 años y lo volvió a ganar en 1942. Fue la campeona amateur del sur en 1941 y 1947 y ganó el Amateur de mujeres del Norte y el Sur tres veces (1942, 1946 y 1948). En 1946 y 1947 ganó el Amateur de Mujeres del Oeste y en esos mismos años se alzó con el Abierto de Mujeres del Oeste, que fue diseñado como un campeonato mayor cuando el LPGA fue fundado. Ella también ganó en 1946 el campeonato Titleholders, también un campeonato femenino mayor. Ella ganó en 1947 el campeonato amateur para mujeres de los Estados Unidos y al año siguiente el Amateur para señoritas británicas. Ella terminó su carrera amateur representando a los Estados Unidos en el campeontato Curtis Cup en 1948.

## Carrera profesional
Una vez terminada su exitosa carrera amateur, empezó a competir como profesional en 1948 y ganó otros 58 torneos profesionales, incluyendo 11 mayores para mujeres. Su proeza en este deporte se refleja en el hecho que desde 1950 hasta 1960 solo una vez estuvo fuera del top-3 de la lista de ganadoras de la temporada.
Sugs fue una miembro inaugural en el Salón de la Fama del LPGA Tour, establecido en 1967, y fue instalada dentro del Salón de la Fama del Golf Mundial en 1979. Además es miembro inaugural del Salón de la Fama de Georgia.
Fue una de las cofundadoras del LPGA en 1950, que incluían a sus dos grandes rivales, Patty Berg y Babe Zaharias. Desde 1955 hasta 1957 Suggs fue presidente de la organización.

## Honores
Un premio entregado anualmente, a los jugadores mejores acomodados en los últimos 5 años en el LPGA lleva su nombre, el Louise Suggs Rolex Rookie of the Year Award. En 2006 fue elegida para recibir en 2007 el premio Bob Jones, que otorga la Asociación de Golf de los Estados Unidos en reconocimiento a los distinguidos golfistas. En febrero de 2015 pasó a ser una de las miembros femeninas del The Royal and Ancient Golf Club of St Andrews.

## Torneos ganados por Louise Suggs

### Campeonatos amateur ganados
- 1940 Amateur de Georgia de mujeres, Amateur de mujeres del Sur
- 1942 Amateur de Georgia de mujeres, Amateur de mujeres del Norte y del Sur
- 1946  Amateur de mujeres del Norte y del Sur, Amateur de mujeres del Oeste
- 1947 Amateur de mujeres del Sur, Amateur de mujeres del Oeste, Abierto de Mujeres de los Estados Unidos
- 1948 Amateur de mujeres del Norte y del Sur, Amateur de señoritas de Gran Bretaña

### LPGA Tour ganador (61)
- 1946 (2) Campeonato Titleholder,  Abierto de Mujeres del Oeste (como amateur), Campeonato Nacional Profesional Lady Victoria (como amateur, con Ben Hogan)
- 1947 (1) Abierto de mujeres del Oeste (como amateur)
- 1948 (1) Abierto de Belleair
- 1949 (4) Abierto de Mujeres de los Estados Unidos, Abierto de Mujeres del Oeste, All American Open, Muskegon Invitational
- 1950 (2) Chicago Weathervane, New York Weathervane
- 1951 (1) Abierto de Carrollton Georgia
- 1952 (6) Abierto de Damas de Jacksonville, Abierto de Mujeres de Tampa, Abierto de Stockon, Abierto de Mujeres de los Estados Unidos, All American Open, Abierto Betty Jameson
- 1953 (9) Abierto de Mujeres de Tampa, Abierto Betsy Rawls, Phoenix Weathervane (igualado with Patty Berg), Abierto de San Diego, Abierto de Bakersfield, San Francisco Weathervane, Philadelphia Weathervane, 144 Hole Weathervane, Abierto de Mujeres del Oeste
- 1954 (5) Abierto de Sea Island, Titleholders Championship, Betsy Rawls Open, Carrollton Georgia Open, Babe Zaharias Open
- 1955 (5) Abierto de Los Angeles, Abierto de Oklahoma City, Abierto de Mujeres del Este], Triángulo Round Robin, Abierto de San Luis
- 1956 (3) Abierto de La Habana, Campeonato Titleholders, All American Open
- 1957 (2) Campeonato LPGA, Heart of America Invitational
- 1958 (4) Abierto Babe Zaharias, Abierto Gatlinburg, Triángulo Round Robin, Abierto French Lick
- 1959 (3) Abierto de Damas de San Petersburgo, Campeonato Titleholders, Abierto Dallas Civitan
- 1960 (4) Abierto Dallas Civitan, Triángulo Round Robin, Abierto Youngstown Kitchens Trumbull, San Antonio Civitan
- 1961 (7) Naples Pro-Am, Royal Poinciana Invitational, Festival de Golf Círculo Dorado, Abierto Dallas Civitan, Abierto de Kansas City, San Antonio Civitan, Abierto de Sea Island

1962 (1) Abierto de Mujeres de San Petersburgo
Los campeonatos mostrados en negritas son los campeonatos mayores de mujeres LPGA

## Major championships

### Wins (11)
| Year | Championship                             | Winning score         | Margin     | Runner(s)-up                 |
| ---- | ---------------------------------------- | --------------------- | ---------- | ---------------------------- |
| 1946 | Campeonato Titleholders                  | +14 (80-77-77-80=314) | 2 strokes  | Eileen Stulb                 |
| 1946 | Abierto de Mujeres del Oeste             | 2 up                  | 2 up       | Patty Berg                   |
| 1947 | Abierto de Mujeres del Oeste             | 4 & 2                 | 4 & 2      | Dorothy Kirby (a)            |
| 1949 | Abierto de Mujeres de Estados Unidos     | −9 (69-75-77-70=291)  | 14 strokes | Babe Zaharias                |
| 1949 | Abierto de Mujeres del Oeste             | 5 & 4                 | 5 & 4      | Betty Jameson                |
| 1952 | Abierto de Mujeres de los Estados Unidos | +8 (70-69-70-75=284)  | 7 strokes  | Marlene Hagge, Betty Jameson |
| 1953 | Abierto de Mujeres del Oeste             | 6 & 5                 | 6 & 5      | Patty Berg                   |
| 1954 | Campeonato Titleholders                  | +5 (73-71-76-73=293)  | 7 strokes  | Patty Berg                   |
| 1956 | Campeonato Titleholders                  | +14 (78-75-75-74=302) | 1 stroke   | Patty Berg                   |
| 1957 | LPGA Championship                        | +5 (69-74-74-68=285)  | 3 strokes  | Wiffi Smith                  |
| 1959 | Campeonato Titleholders                  | +9 (78-73-75-71=297)  | 1 stroke   | Betsy Rawls                  |

(a)=Amateur